# Henri Béraud
Pour les articles homonymes, voir Béraud.
Œuvres principales
- Le Vitriol de Lune (1921)
- Le Martyre de l'obèse (1922)
- La Gerbe d'or (1928)

Henri Béraud est un romancier et journaliste français, né le 21 septembre 1885 à Lyon et mort le 24 octobre 1958 à Saint-Clément-des-Baleines (île de Ré).
Il a obtenu le prix Goncourt en 1922.
Initialement engagé à gauche, il se tourne vers l'extrême droite et l'antisémitisme. Pour ses activités durant l'Occupation, il est condamné à mort pour intelligence avec l'ennemi à la Libération mais gracié par le général de Gaulle.

## Biographie
Né d'un père boulanger, ardent dreyfusard, élevé par les Frères, Henri Marius Béraud emploie sa juvénile énergie à de nombreuses activités : poète débutant, fondateur de revues éphémères (dont La Houle et L'Ours, à Lyon), représentant en vins et spiritueux, collecteur de beurre, négociant en charbon, antiquaire. Il est élève à l'école de La Martinière de Lyon. Pendant la Première Guerre mondiale, il est lieutenant d'artillerie.

## Carrière de reporter-journaliste

### L'époque duCanard enchaîné
Henri Béraud rejoint Le Canard enchaîné, en février 1917, recommandé par Paul Vaillant-Couturier, avec qui il se lie d'amitié, ainsi qu'avec Roland Dorgelès. Son amitié ancienne avec Albert Londres, dont le talent avait été révélé au début de la guerre, a pu lui servir aussi de carte de visite. Il collabore également à la fin de la guerre au Crapouillot de Jean Galtier-Boissière.
Au Canard Enchaîné, il publie des contes, un court feuilleton (L'angoisse du mercanti ou le compte du tonneau en 1918), une étude sur l'humour lyonnais, et surtout des articles polémiques contre le Parlement, l'Académie française, le gouvernement, les officiers antirépublicains et l'Action française. C'est lui qui introduit au Canard Enchaîné la référence au juliénas, qui passa pour le vin du Canard enchaîné par excellence jusqu'aux années 1960.
Il est également reporter international au Petit Parisien et à Paris-Soir.
Béraud publie Le Martyre de l'obèse pour lequel il reçoit le prix Goncourt en 1922, qui récompense aussi son roman Le Vitriol de Lune, publié l'année précédente. Une adaptation cinématographique de ce roman a été réalisée en 1933 par Pierre Chenal, intitulée également Le Martyre de l'obèse.
Positionné très à gauche, il écrit Mon ami Robespierre et 14 juillet (1929). Il fait la connaissance lors d'un voyage en Irlande de Joseph Kessel, avec qui il se lie d'amitié et qui lui dédie son roman Mary de Cork, paru en 1925.
En 1925, il visite l'URSS. Loin de la révolution romantique qu'il espérait, il découvre les réalités d'une dictature, vision qu'il présente dans son livre Ce que j'ai vu à Moscou (1925). Ce livre lui vaudra l'inimitié durable des intellectuels communistes. En 1926 paraît Ce que j'ai vu à Berlin, puis en 1929 Ce que j'ai vu à Rome, deux autres reportages politiques qui sont également lucides sur les régimes au pouvoir.
En 1928, Béraud rejoint Kessel au journal Gringoire, dont l'orientation est alors plutôt de droite et anticommuniste. Cependant dès janvier 1934, dans les suites de l'affaire Stavisky il dérive, comme de nombreux intellectuels de tous bords, vers la xénophobie et l'antisémitisme. Ces opinions le conduisent à la rupture avec Kessel en 1936, lorsqu'au cours d'une discussion animée, il finit par lui concéder un statut de « juif à part ».

### De 1934 à 1944
Le Canard rompt avec Henri Béraud lorsqu'il prend parti pour les manifestants du 6 février 1934. Dans Les Raisons d'un silence (1944), l'écrivain explique les raisons de son engagement de 1934 pour lequel il dut « renoncer à bien des joies, rompre de chères amitiés » ; pour l'essentiel, il s'agissait d'en finir au plus vite avec un « régime en pleine crevaison qui annonçait la guerre et le désastre ». Pour Jean Galtier-Boissière, ami de Béraud, celui-ci évolua de l'extrême gauche à l'extrême droite sans nettement s'en rendre compte, en suivant la pente de ses intérêts : il en vint à s'identifier au grand monde dont son talent avait su forcer les portes.
Il participe aussi à la revue Le Merle blanc, d'Eugène Merle, à L'Œuvre, et il est grand reporter et observateur politique au Journal. Il est le directeur politique officieux et éditorialiste de Gringoire de 1928 à 1943. Il écrit des articles violemment anglophobes, sans éprouver de sympathie particulière pour l'Allemagne nazie. Il signe par contre en 1935 le Manifeste des intellectuels français pour la défense de l'Occident et la paix en Europe rédigé par Henri Massis et justifiant l'agression italienne en Éthiopie. En 1936, ses articles jouent un rôle moteur dans la campagne de presse calomnieuse dirigée contre le ministre de l'intérieur du Front populaire, Roger Salengro : accusé à tort de désertion pendant le premier conflit mondial, ce dernier finit par se suicider en novembre de la même année.
Il publie deux livres qui figurent sur la Liste Otto publiée en 28 septembre 1940, qui recense les livres interdits par les Nazis pendant l'occupation allemande de la France :
- Trois ans de colère, Éditions de France ;
- Vienne, clef du monde, Éditions de France.

Dans Gringoire, il fait profession d'antisémitisme : 

« Sommes-nous pour ou contre les Juifs ? Resterons-nous indifférents ? Nous défendrons-nous ? D'un mot, est-il bon, est-il juste, est-il raisonnable de se dire antisémite ? M'étant posé la question, je réponds : en conscience, oui, il faut être antisémite. […] Il faut l'être parce que le salut de la France est à ce prix. Le juif est l’ennemi-né des traditions nationales, il n’est ni soldat, ni ouvrier ni paysan. Comment serait-il digne d’être un chef ? »

Il est arrêté en septembre 1944 et jugé en deux jours. On lui reproche notamment son rôle dans le suicide de Roger Salengro. L'amiral Muselier, que Béraud avait traité d'« amiral de bateau-lavoir », demande sa tête. Il est condamné à mort le 29 décembre 1944 pour intelligence avec l’ennemi. Plusieurs écrivains, dont François Mauriac, interviennent en sa faveur. Il est finalement gracié par Charles de Gaulle. Il avait, avant la guerre, écrit un livre violemment orienté contre la Grande-Bretagne (Faut-il réduire l'Angleterre en esclavage ?, 1935) et avait, durant l'occupation allemande, continué de faire de l'anglophobie l'un de ses thèmes de prédilection. Une rumeur prétend que le gouvernement britannique serait intervenu pour demander à de Gaulle la grâce de Béraud, mais aucun élément de première main ne vient cependant étayer cette thèse.
Frappé d'hémiplégie, Béraud est libéré en 1950 et meurt en 1958 dans sa propriété de l'île de Ré. Son épouse Germaine meurt en 1989.

## Œuvres
Il est l'auteur de quelque 50 ouvrages et de nombreux articles,.
- Première période lyonnaise : 
  - Poèmes ambulants, Éditions du Monde lyonnais, 1903
  - [Le Missel jaune] Les Jardins évanouis (poèmes), Éditions du tout Lyon, 1904
  - La Bonne Taverne Éditions de la Houle, 1905
  - Le Second Amour du chevalier Des Grieux, Éditions du tout Lyon, 1906
  - L'Héritage des symbolistes (critique d'art). Librairie E. Sansot, 1906
  - François Vernay, peintre lyonnais, L'art libre éditeur, 1909
  - [Opinions et Tendances] Peintres lyonnais , L'Art libre éditeur, 1910
  - Jacques Martin peintre lyonnais, L'œuvre nouvelle éditeur, 1911
  - Marrons de Lyon (nouvelles en collaboration avec Charles Fénestrier), Bernard Grasset, 1912
  - Les Morts lyriques (nouvelles), E. Basset éditeur, 1912
  - Voyage autour du cheval de bronze (nouvelles), J. Tadieu éditeur, 1912
  - L'École moderne de peinture lyonnaise, E. Basset éditeur, 1912
  - Glabres (poèmes), Édition à compte d'auteur, 1915
  - La Bataille de Juliénas (pièce pour le théâtre de Guignol), paru en feuilleton dans le journal satirique Guignol, 1917
  - Le Mémorial de la rue Sainte-Hélène, Les Éditions de Guignol, 1919
- Le Vitriol de Lune, Albin Michel éditeur, 1921 (prix Goncourt 1922)
- Le Martyre de l'obèse, Albin Michel éditeur, 1922 (prix Goncourt 1922)
- Eux… Vingt têtes de Bib (portraits illustrés par Bib), Le Merle blanc, 1921
- Lazare, Albin Michel, 1924
- La Croisade des longues figures (polémique littéraire), Éditions du Siècle, 1924
- Retours à pied (critique théâtrale), Éditions G. Crès, 1924
- L'Affaire Landru (avec Emmanuel Bourcier et André Salmon), Albin Michel, 1924
- Au capucin gourmand (roman), Albin Michel, 1925
- Ce que j'ai vu à Moscou, Les Éditions de France 1925 ; rééd. Auda Isarn, 2022
- Le Bois du templier pendu, Les Éditions de France, 1926
- Ce que j'ai vu à Berlin, Les Éditions de France, 1926
- Mon Ami Robespierre, Librairie Plon, 1927
- Le Flâneur salarié, Les Éditions de France, 1927
- Plan sentimental de Paris, Éditions Lapina, 1927
- La Gerbe d'or, Les Éditions de France, 1928, suivi d'une édition bibliophilique de 330 exemplaires enrichis de lithographies de Berthold Mahn, Jeanne Walter, Paris, 1930
- Twelve Portraits of the french Revolution, Little Brown éditeur, Boston, 1928
- Rendez-vous Européens, Les Éditions de France, 1928
- Le Quatorze Juillet,  Librairie Hachette 1929[15]
- Ce que j'ai vu à Rome, Les Éditions de France 1929
- Émeutes en Espagne, Les Éditions de France, 1931
- Les Lurons de Sabolas, Les Éditions de France, 1932
- Le Feu qui couve, Les Éditions de France, 1932
- Souvenirs d'avril, Les Éditions de France, 1933
- Dictateurs d'aujourd'hui, Flammarion, 1933
- Ciel de suie, Les Éditions de France, 1933
- Vienne clef du monde, Les Éditions de France, 1934
- Tombeau de Marthe Deladune, Les Éditions de France, 1934
- Pavés rouges, Les Éditions de France, 1934
- Faut-il réduire l'Angleterre en esclavage ?, Les Éditions de France, 1935
- Trois Ans de colère, Les Éditions de France, 1936
- Popu-roi,  Les Éditions de France, 1938
- Qu’as-tu fait de ta jeunesse ? , Les Éditions de France, 1941
- Sans Haine et Sans Crainte,  Les Éditions de France, 1942
- Le Nœud au mouchoir, Les Éditions de France, 1944, (presque tous les exemplaires ont été détruits à la Libération. Il existe une édition pirate à l'identique et non datée)
- Les Raisons d'un silence, Inter-France, 1944
- Vous ne connaissez pas mon pays, illustrations Jean Chièze, éditions H. Lardanchet, 1944 (dépôt légal 1948)
- Quinze Jours avec la mort, Plon, 1951
- Les Derniers Beaux Jours, Plon, 1953

### Posthume
- Le Flâneur salarié (choix de reportages et documents dont certains inédits par Francis Lacassin), coll. « 10/18 », 1985
- TF 677, Journal de prison, édité par l’Association Rétaise des Amis d’Henri Béraud, 1997 ; rééd. Déterna, suivi de Ombres en centrale, roman inachevé et inédit, préface, mise en forme et commenté par Francis Bergeron, 188 p., 2022  (ISBN 978-2360061525)
- Écrits dans Gringoire (1928-1937), Éditions Consep, 2004
- Écrits dans Gringoire (1937-1940), Éditions Consep, 2004
- Écrits dans Gringoire (1940-1943), Éditions Consep, 2006
- Œuvre poétique. Poèmes ambulants et autres recueils, Éditions du Lérot, 2005
- Le Merle blanc, écrits 1919-1922, Éditions du Lérot, 2008
- Le Canard enchaîné, écrits 1916-1919, Éditions du Lérot, 2009
- Autour de Guignol. La Bataille de Juliénas et autres textes, Éditions du Lérot, 2011
- Guignol, chroniques 1917-1919, Éditions du Lérot, 2013
- L’Énigme du lundi de Pâques, roman policier, Éditions Auda Isarn, coll. « Lys Noir » no 1, 2017
- La Petite Place, roman, préface de Francis Bergeron, Éditions Dutan, coll. « Les Bergers de l'évasion », 124 p., 2021

## Cérémonie d'écrivains sur la tombe de Béraud
Le 14 juillet de chaque année, à Saint-Clément-des-Baleines (Île de Ré), une cérémonie sur la tombe d'Henri Béraud est organisée, suivie d'un colloque sur les écrivains (« écrivains maudits et politiquement incorrects », comme les qualifie l'Association Rétaise des Amis d'Henri Béraud, plusieurs étant d’extrême droite, d'autres des anarchistes de droite) regroupant les associations d'amis d'Henri Béraud, Alphonse de Châteaubriant, Robert Brasillach, Jean de La Varende, Henry de Monfreid, André Fraigneau, Lucien Rebatet, Abel Bonnard, Léon Bloy, Pierre Drieu la Rochelle, Louis-Ferdinand Céline, Pierre Gripari et Jacques Chardonne.